# Băileşti
Băilești (rumænsk udtale: [bə.iˈleʃtʲ]) er en by i distriktet  Dolj i Oltenien, Rumænien, med et indbyggertal på  15.928 (2021). En landsby, Balasan, administreres af byen.

## Historie
Under Første Verdenskrig døde 156 personer fra Băilești på slagmarken; i 1924 opførte billedhuggeren Iordănescu monumentet for Băilești-heltene til deres ære.  Under Anden Verdenskrig døde 108 borgere fra Băilești på slagmarken.
I 2001 blev Băilești erklæret for en kommune. Byen er blevet udvidet i løbet af de seneste år; der er blevet bygget flere forretningscentre, mens banker og gamle bygninger er blevet restaureret.
Den rumænske skuespiller og komiker Amza Pellea og den rumænske skuespiller og teaterskuespiller Marcel Iureș er født her, og også Adriana Nechita, Georgiana Ciuciulete og Valerică Găman er født her.